# Brčko (ciudad)
Brčko o Брчко (en cirílico serbio) es una ciudad en el norte de Bosnia y Herzegovina, centro administrativo del distrito de Brčko. Se ubica en la frontera septentrional, sobre el río Sava, en la ribera opuesta a la ciudad de Gunja, en Croacia. Es muy probable que esté vinculado a los Breuci, una tribu iliria que habitó esa área en la antigüedad (véase Breuci).

## Geografía

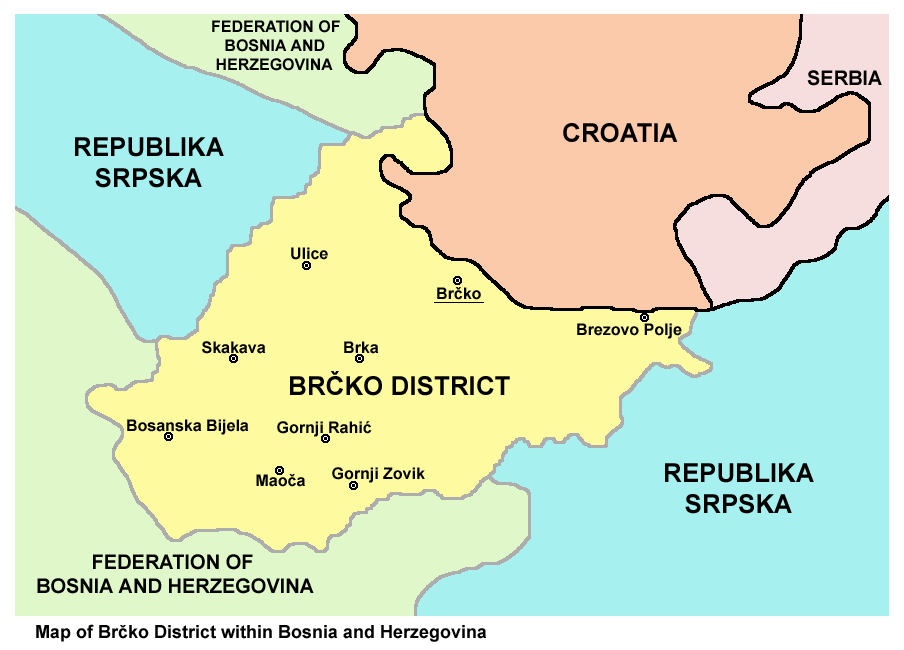
Distrito de Brčko y las localidades que lo componen.

Brčko es la sede de gobierno del Distrito de Brčko, unidad local autónoma e independiente en el territorio de la República Srpska y la Federación de Bosnia y Herzegovina, creada tras de un proceso de arbitraje; este proceso es considerado por algunos como una violación de los Acuerdos de Dayton porque éstos crearon el distrito aunque sólo podían arbitrar el tramo disputado de la línea fronteriza entre las dos entidades, también conocido como Zona de Separación. La administración local es ayudada por una autoridad de supervisión internacional encabezada por el estadounidense Raffi Gregorian.

## Historia
Brčko era el centro de un contencioso geográfico en 1996, cuando la Fuerza de Intervención (IFOR), dirigida por los Estados Unidos, construyó Camp McGovern en las afueras de la ciudad. Este campamento fue erigido en la Zona de Separación (ZOS) con el propósito de iniciar operaciones de mantenimiento de la paz, especialmente entre los musulmanes de Gornji Rahić cerca de Brka y los serbios de Brčko.
La primera unidad del Ejército de los Estados Unidos desplegada en Brčko fue la Fuerza de Tarea Conjunta (Task Force) 3-5 CAV, compuesta de unidades individuales de la 1.era División Blindada. El teniente coronel Anthony Cucolo estuvo al mando de ella, y su cuartel era Camp McGovern.
Aunque Brčko fue foco de tensión a fines de los 90s, se han logrado grandes progresos de integración multiétnica en la ciudad desde ese entonces, tales como integración en la educación secundaria. Los esfuerzos de reconstrucción y el plan de implementación de la Ley de Propiedad han mejorado la situación de la propiedad y el regreso de desplazados.
Brčko sigue siendo un importante componente de los Acuerdos de Dayton tras el Arbitraje de Brčko que pronunció en mayo de 1997 que pronunció que Brčko sería un distrito especial fuera de la jurisdicción de la Federación de Bosnia y Herzegovina y de la República Srspka, entidades constituyentes de Bosnia y Herzegovina.
La primera organización internacional en instalar oficinas en la ciudad fue la Organización para la Seguridad y la Cooperación en Europa (OSCE). La oficina de Brcko fue dirigida por Randy Hampton, quién más tarde se iría a Croacia para abrir las oficinas locales de la OSCE.
Las oficinas principales de la OSCE en Bosnia y Herzegovina, en Sarajevo, siguen funcionando.

## Personalidades notables de Brčko
Entre la personalidades notables de Brčko se incluyen:
- Lepa Brena, cantante yugoslava
- Vesna Pisarović, cantante croata
- Edvin Kanka Ćudić, activista bosnio de derechos humanos

## Galería
|                                |
| Foto aérea del puente de Brčko |

|                      |
| Estación ferroviaria |

|                                                   |
| Clínica de Enfermedades Pulmonares y Tuberculosis |